# Дідьє Курреж
Дідьє Курреж (фр. Didier Courrèges, 15 червня 1960) — французький вершник.
Олімпійський чемпіон 2004 року в командному триборстві, учасник 2000 року.
Срібний призер Чемпіонату світу з кінного триборства 2002 року в командному триборстві.
Срібний призер Чемпіонату Європи з кінного триборства 2001 року в командному триборстві.